# 政治民主化，军队国家化
政治民主化，军队国家化是中國國民黨總裁蔣中正在1945年中国抗日战争胜利之后针对中国共产党武装割据局面而提出的政治主张。这一主张的基本思想是国共两党避免内战，和平协商，共同建立一个和平、统一、民主、团结的新中国。

## 内容
这一主张的基本内容包括：
1. 展开党派协商，以政治方式解决国共冲突。
2. 整编全国军队，所有军队脱离政党。
3. 组建联合政府，容纳各黨进入國民政府。

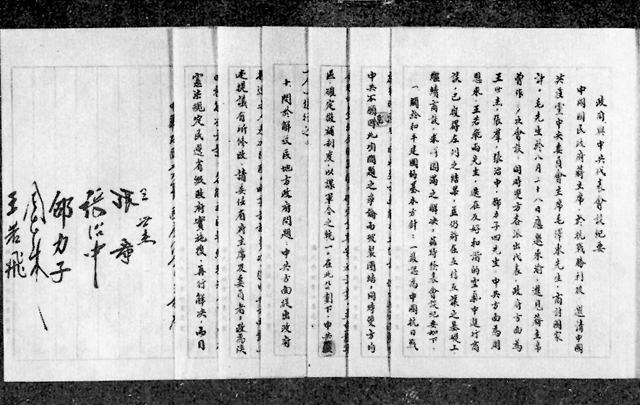
规定‘政治民主化，军队国家化’的《政府与中共代表会谈纪要》（雙十協定）

4. 召开制宪国民大会，制定一部主权在民的宪法。

这一主张曾经在1945年至1946年成为中国的主旋律，国共两党均支持这一主张，致力于建立一个民主宪政的新中国。然第二次国共内战之后，这一主张在中国大陆销声匿迹。储安平因为在1957年提出兑现联合政府承诺而被定为右派。有学者认为，中共在1949年之后的所作所为事实上背离了他曾极力主张的民主宪政的建国轨道。

## 争议
第二条和第三条究竟谁先谁后是1946年国共争执焦点。中共坚持要求先改组政府，后交出军队；而國民政府认为先整编军队，再组建联合政府。中共认为，如果先交出军队，政治民主化就成了空话；國民政府认为，以军队为资本进入政府是军阀行为。